# Faroek van Egypte
Faroek I (Arabisch: فاروق الأول, Fārūq al-auwal) (Caïro, 11 februari 1920 - Rome, 18 maart 1965) was koning van Egypte van 1936, toen hij zijn vader koning Foead I opvolgde, tot 1952, toen hij werd afgezet door een coup onder leiding van kolonel Gamal Abdel Nasser en generaal Mohammed Naguib. Faroeks één jaar jongere zuster Fawzia was de eerste echtgenote van Mohammed Reza Pahlavi, de sjah van het toenmalige Perzië, nu Iran.

## Koning
De 16-jarige Faroek besteeg de troon op een golf van populariteit. Zelfs vele antimonarchistische politici gaven zich enige tijd gewonnen. Enkele maanden na zijn troonsbestijging dwongen de Britten Egypte een alliantieverdrag ("Treaty of Alliance") af, waarin zij het recht kregen gedurende 20 jaar (tot 1956) troepen te stationeren in de Suezkanaalzone (met een optie tot verlenging). Zijn populariteit en reputatie kregen echter een eerste deuk toen hij in 1942 gedwongen werd een meer pro-Britse premier aan te stellen en zijn toenmalige premier, die te pro-Duits was, uit zijn functie te ontslaan (onder bedreiging van een revolver). Dat werd gezien als een aantasting van de autoriteit van de koning, alsof hij niet in staat was zijn land zelf te leiden. Faroek hield er een gloeiende haat jegens de Britten aan over. 
De volgende vernedering voor Faroek was toen na een zwaar auto-ongeval in 1944 zijn stofwisseling in de war raakte, wat (naast zijn grote voorliefde voor veel en lekker eten) ertoe leidde dat de oorspronkelijk ijdele, goed uitziende jonge koning een extreem overgewicht kreeg: hij woog uiteindelijk bijna 140 kg.

## Weelde
Daarbij kwam nog dat hij berucht was om zijn corruptie en zich te buiten ging aan een overmatig weelderig hofleven. Faroek gold als de "playboy-koning" en "de dief van Caïro" (omdat hij leed aan kleptomanie: op zijn buitenlandse reizen en in Egypte zelf mengde hij zich onder het gewone volk en stal hij alles waar hij op kickte: een echte professionele zakkenroller, wat mede leidde tot zijn onttroning in 1952). Ook was hij vaker te vinden aan een Italiaans strand of in om het even welk groot Europees winkelcentrum dan in Egypte. 
De omvangrijke verzamelingen postzegels en munten van de koning zijn wereldberoemd. Hij bezat onder meer de kostbaarste munt uit de geschiedenis, het Amerikaanse gouden 20-dollarstuk van 1933. Dit exemplaar bracht op een veiling in 2002 7,5 miljoen dollar op. Beide verzamelingen werden na zijn afzetting door het nieuwe regime naar de veiling gebracht.
De vermeende corruptie van koning Faroek, die leidde tot een nederlaag in de oorlog tegen Israël in 1948 (wat als zijn derde zware vernedering werd beschouwd) had een staatsgreep onder leiding van toenmalig kolonel en later president Gamal Abdel Nasser tot gevolg, waarna Faroek op 23 juli 1952 gedwongen werd af te treden. Drie dagen later, op 26 juli 1952, werd eerst zijn zoontje, een baby van een paar maanden oud, tot Foead II van Egypte uitgeroepen. Aan de "regering" van Foead II werd echter een eind gemaakt op 18 juni 1953, toen de Egyptische republiek werd uitgeroepen. Eerst werd generaal Mohammed Naguib president, maar hij werd op 14 november 1954 aan de kant geschoven door de nieuwe machthebber, kolonel Nasser. De coup werd overigens in het diepste geheim gesteund door de CIA, tot woede van de Britten. Al was Egypte dan onafhankelijk geworden, zij vonden nog altijd dat het land tot hun invloedssfeer behoorde, en zij hadden nauw met Faroek "samengewerkt". De Amerikanen wilden een communistische revolutie voorkomen.

## Balling
Na zijn gedwongen abdicatie vertrok Faroek met zijn luxejacht op bijzonder pompeuze wijze vanuit de haven van Alexandrië definitief naar Monaco. Daarna vestigde hij zich in Rome, waar hij zijn extreem luxueuze levensstijl voortzette, tot hij op 18 maart 1965 als balling stierf na een overvloedige maaltijd. De officiële doodsoorzaak was een hersenbloeding.

## Huwelijken

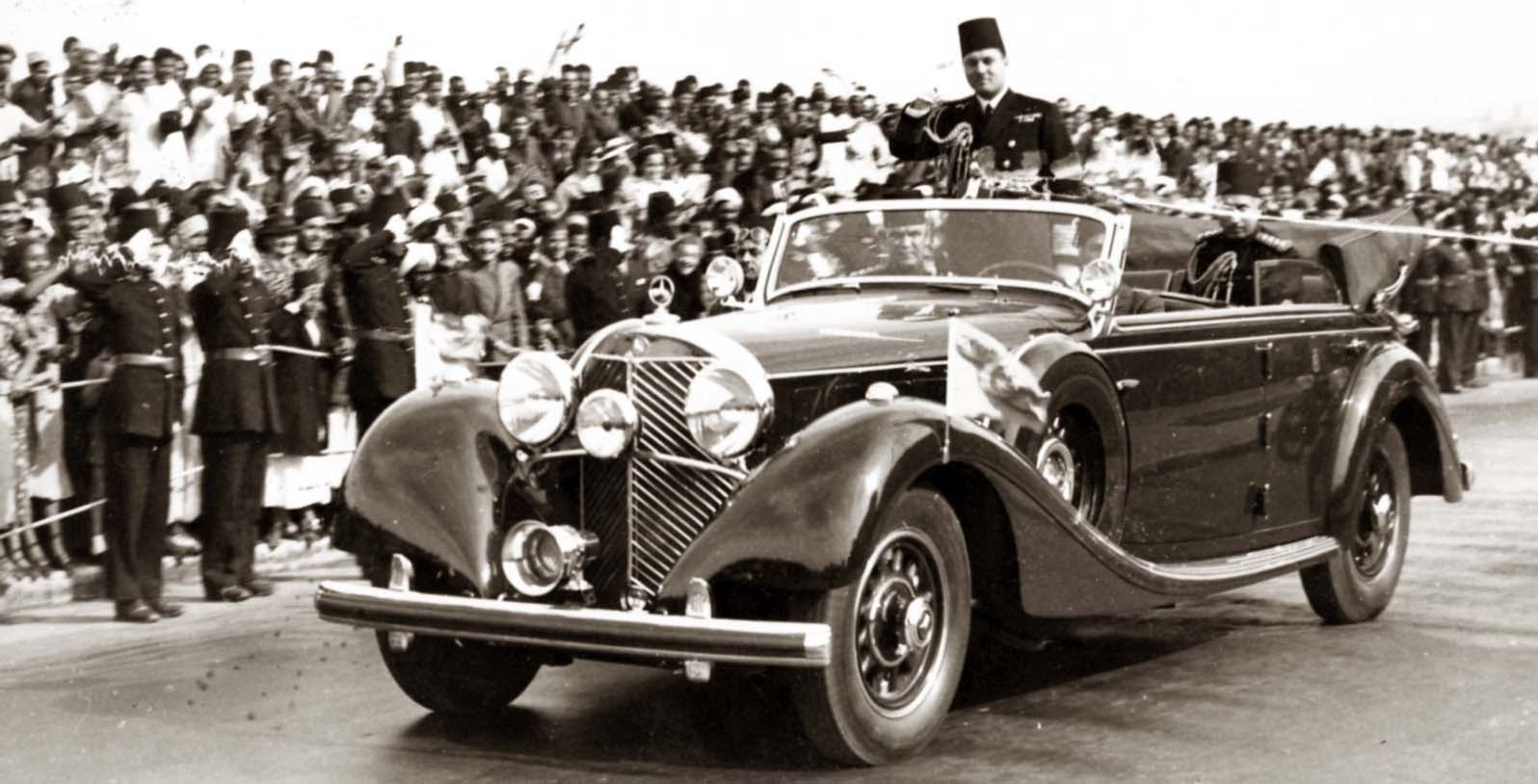
Koning Faroek groet zijn volk, 1938

Op 20 januari 1938 trouwde Faroek met de 16-jarige Safinaz Zulficar (1921-1988), een dochter van een rechter van het Cour d'Appel Mixte van Alexandrië. Hij gaf haar de naam Farida ("de enige"). Faroek meende dat de letter F in zijn familie geluk zou brengen. Uit dit huwelijk werden drie dochters geboren, en een scheiding volgde. In 1950 ontmoette hij in een juwelierswinkel in Caïro de 17-jarige Narriman Sadik. Hij trouwde met haar op 6 mei 1951, en op 16 januari 1952 werd de troonopvolger geboren: prins Ahmed Foead, die korte tijd als Foead II zou fungeren als de laatste koning van Egypte.

### Kinderen
- prinses Ferial (17 november 1938 - 29 november 2009)
- prinses Fawzia (7 april 1940 - 27 januari 2005)
- prinses Fadia (15 december 1943 - 28 december 2002)
- prins Ahmed Foead (16 januari 1952)